# Associazione Calcio Novara 1958-1959
Questa voce raccoglie le informazioni riguardanti l'Associazione Calcio Novara  nelle competizioni ufficiali della stagione 1958-1959.

## Rosa
| N. |                   | Ruolo | Calciatore        |
| -- | ----------------- | ----- | ----------------- |
|    | Italia (bandiera) | A     | Benito Albini     |
|    | Italia (bandiera) | D     | Lelio Antoniotti  |
|    | Italia (bandiera) | C     | Ambrogio Baira    |
|    | Italia (bandiera) | A     | Renzo Barbantani  |
|    | Italia (bandiera) | C     | Remigio Bellini   |
|    | Italia (bandiera) | A     | Gianmarco Calleri |
|    | Italia (bandiera) | A     | Ottavio Ciulli    |
|    | Italia (bandiera) | C     | Mario Colombo     |
|    | Italia (bandiera) | C     | Battista Corbani  |
|    | Italia (bandiera) | P     | Ivano Corghi      |
|    | Italia (bandiera) | C     | Angelo De Giorgi  |
|    | Italia (bandiera) | C     | Silvio Feccia     |

| N. |                   | Ruolo | Calciatore            |
| -- | ----------------- | ----- | --------------------- |
|    | Italia (bandiera) | D     | Gennaro Giannini      |
|    | Italia (bandiera) | P     | Fausto Lena           |
|    | Italia (bandiera) | A     | Fulvio Macchi         |
|    | Italia (bandiera) | A     | Adriano Manzino       |
|    | Italia (bandiera) | A     | Paolo Mentani         |
|    | Italia (bandiera) | D     | Giorgio Miazza        |
|    | Italia (bandiera) | A     | Giambattista Moschino |
|    | Italia (bandiera) | A     | Carlo Piccioni        |
|    | Italia (bandiera) | A     | Aldo Raffaghelli      |
|    | Italia (bandiera) | C     | Piero Scesa           |
|    | Italia (bandiera) | D     | Giovanni Udovicich    |
|    | Italia (bandiera) | C     | Pierluigi Zeno        |

## Risultati

### Campionato

#### Girone di andata
| 8 gennaio 1958 1ª giornata | Reggiana | 1 – 3 | Novara |  |

| 28 settembre 1958 2ª giornata | Novara | 6 – 2 | Marzotto Valdagno |  |

| 5 ottobre 1958 3ª giornata | Brescia | 4 – 0 | Novara |  |

| 12 ottobre 1958 4ª giornata | Novara | 2 – 0 | Verona |  |

| 19 ottobre 1958 5ª giornata | Sambenedettese | 1 – 1 | Novara |  |

| 26 ottobre 1958 6ª giornata | Novara | 1 – 0 | Messina |  |

| 2 novembre 1958 7ª giornata | Novara | 2 – 1 | Taranto |  |

| 16 novembre 1958 8ª giornata | Simmenthal-Monza | 1 – 0 | Novara |  |

| 23 novembre 1958 9ª giornata | Zenit Modena | 0 – 1 | Novara |  |

| 30 novembre 1958 10ª giornata | Novara | 2 – 0 | Vigevano |  |

| 7 dicembre 1958 11ª giornata | Venezia | 0 – 0 | Novara |  |

| 14 dicembre 1958 12ª giornata | Novara | 4 – 4 | Cagliari |  |

| 21 dicembre 1958 13ª giornata | Parma | 1 – 2 | Novara |  |

| 28 dicembre 1958 14ª giornata | Novara | 3 – 1 | Prato |  |

| 4 gennaio 1959 15ª giornata | Como | 2 – 0 | Novara |  |

| 11 gennaio 1959 16ª giornata | Novara | 0 – 1 | Lecco |  |

| 18 gennaio 1959 17ª giornata | Novara | 0 – 1 | Palermo |  |

| 25 gennaio 1959 18ª giornata | Atalanta | 3 – 1 | Novara |  |

| 1º febbraio 1959 19ª giornata | Catania | 0 – 0 | Novara |  |

#### Girone di ritorno
| 8 febbraio 1959 20ª giornata | Novara | 2 – 1 | Reggiana |  |

| 15 febbraio 1959 21ª giornata | Marzotto Valdagno | 0 – 1 | Novara |  |

| 22 febbraio 1959 22ª giornata | Novara | 1 – 1 | Brescia |  |

| 1º marzo 1959 23ª giornata | Verona | 3 – 1 | Novara |  |

| 8 marzo 1959 24ª giornata | Novara | 1 – 1 | Sambenedettese |  |

| 15 marzo 1959 25ª giornata | Messina | 2 – 0 | Novara |  |

| 19 marzo 1959 26ª giornata | Taranto | 1 – 1 | Novara |  |

| 22 marzo 1959 27ª giornata | Novara | 2 – 2 | Simmenthal-Monza |  |

| 29 marzo 1959 28ª giornata | Novara | 3 – 1 | Zenit Modena |  |

| 5 aprile 1959 29ª giornata | Vigevano | 1 – 0 | Novara |  |

| 12 aprile 1959 30ª giornata | Novara | 0 – 0 | Venezia |  |

| 19 aprile 1959 31ª giornata | Cagliari | 1 – 2 | Novara |  |

| 26 aprile 1959 32ª giornata | Novara | 2 – 0 | Parma |  |

| 3 maggio 1959 33ª giornata | Prato | 4 – 1 | Novara |  |

| 10 maggio 1959 34ª giornata | Novara | 0 – 1 | Como |  |

| 17 maggio 1959 35ª giornata | Lecco | 1 – 0 | Novara |  |

| 24 maggio 1959 36ª giornata | Palermo | 4 – 0 | Novara |  |

| 31 maggio 1959 37ª giornata | Novara | 0 – 0 | Atalanta |  |

| 6 giugno 1959 38ª giornata | Novara | 0 – 1 | Catania |  |

## Statistiche

### Statistiche di squadra
| Competizione | Punti | In casa | In casa | In casa | In casa | In casa | In casa | In trasferta | In trasferta | In trasferta | In trasferta | In trasferta | In trasferta | Totale | Totale | Totale | Totale | Totale | Totale | DR |
| Competizione | Punti | G       | V       | N       | P       | Gf      | Gs      | G            | V            | N            | P            | Gf           | Gs           | G      | V      | N      | P      | Gf     | Gs     | DR |
| ------------ | ----- | ------- | ------- | ------- | ------- | ------- | ------- | ------------ | ------------ | ------------ | ------------ | ------------ | ------------ | ------ | ------ | ------ | ------ | ------ | ------ | -- |
| Serie B      | 38    | 19      | 9       | 6       | 4       | 31      | 18      | 19           | 5            | 4            | 10           | 14           | 30           | 38     | 14     | 10     | 14     | 45     | 48     | -3 |
| Coppa Italia |       | 1       | 0       | 0       | 1       | 1       | 2       | -            | -            | -            | -            | -            | -            | 1      | 0      | 0      | 1      | 1      | 2      | -1 |
| Totale       |       | 20      | 9       | 6       | 5       | 32      | 20      | 19           | 5            | 4            | 10           | 14           | 30           | 39     | 14     | 10     | 15     | 46     | 50     | -4 |

### Statistiche dei giocatori
| Giocatore      | Serie B  | Serie B | Coppa Italia | Coppa Italia | Totale   | Totale |
| Giocatore      | Presenze | Reti    | Presenze     | Reti         | Presenze | Reti   |
| -------------- | -------- | ------- | ------------ | ------------ | -------- | ------ |
| B. Albini      | 17       | 2       | ?            | ?            | 17+      | 2+     |
| L. Antoniotti  | 7        | 0       | ?            | ?            | 7+       | 0+     |
| A. Baira       | 33       | 2       | ?            | ?            | 33+      | 2+     |
| R. Barbantani  | 20       | 1       | ?            | ?            | 20+      | 1+     |
| R. Bellini     | 20       | 5       | ?            | ?            | 20+      | 5+     |
| O. Ciulli      | 1        | 0       | ?            | ?            | 1+       | 0+     |
| M. Colombo     | 6        | 0       | ?            | ?            | 6+       | 0+     |
| B. Corbani     | 32       | 0       | ?            | ?            | 32+      | 0+     |
| I. Corghi      | 6        | -6      | ?            | ?            | 6+       | -6+    |
| A. De Giorgi   | 2        | 0       | ?            | ?            | 2+       | 0+     |
| S. Feccia      | 37       | 0       | ?            | ?            | 37+      | 0+     |
| G. Giannini    | 4        | 0       | ?            | ?            | 4+       | 0+     |
| F. Lena        | 31       | -41     | ?            | ?            | 31+      | -41+   |
| F. Macchi      | 4        | 0       | ?            | ?            | 4+       | 0+     |
| A. Manzino     | 22       | 5       | ?            | ?            | 22+      | 5+     |
| P. Mentani     | 32       | 15      | ?            | ?            | 32+      | 15+    |
| G. Miazza      | 30       | 0       | ?            | ?            | 30+      | 0+     |
| G. Moschino    | 33       | 11      | ?            | ?            | 33+      | 11+    |
| C. Piccioni    | 13       | 2       | ?            | ?            | 13+      | 2+     |
| A. Raffaghelli | 1        | -1      | ?            | ?            | 1+       | -1+    |
| P. Scesa       | 37       | 0       | ?            | ?            | 37+      | 0+     |
| G. Udovicich   | 4        | 0       | ?            | ?            | 4+       | 0+     |
| P. Zeno        | 26       | 2       | ?            | ?            | 26+      | 2+     |